# Wahlbezirk Böhmen 8
Der Wahlbezirk Böhmen 8 war ein Wahlkreis für die Wahlen zum Abgeordnetenhaus im österreichischen Kronland Böhmen. Der Wahlbezirk wurde 1907 mit der Einführung der Reichsratswahlordnung geschaffen und bestand bis zum Zusammenbruch der Habsburgermonarchie.

## Geschichte
Nachdem der Reichsrat im Herbst 1906 das allgemeine, gleiche, geheime und direkte Männerwahlrecht beschlossen hatte, wurde mit 26. Jänner 1907 die große Wahlrechtsreform durch Sanktionierung von Kaiser Franz Joseph I. gültig. Mit der neuen Reichsratswahlordnung schuf man insgesamt 516 Wahlbezirke, wobei mit Ausnahme Galiziens in jedem Wahlbezirk ein Abgeordneter im Zuge der Reichsratswahl gewählt wurde. Der Abgeordnete musst sich dabei im ersten Wahlgang oder in einer Stichwahl mit absoluter Mehrheit durchsetzen. Der Wahlkreis Böhmen 8 umfasste den östlichen und nördlichen Teil der Stadt (bzw. des späteren Prager Bezirks) Smíchov, wobei die Grenzen des Wahlbezirks laut Gesetz wie folgt definiert wurden: „Der Teil, der im Westen und Süden durch Kreuzgasse, Radlitzergasse, Gartengasse, Gasse zur Sontoska, Weinberggasse, Divisgasse, Pilsnerstraße. Sokolgasse, Resselgasse, Kobergasse, Karlsgasse begrenzt wird“. Aus der Reichsratswahl 1907 ging Josef Neumann von den Alttschechen als Sieger hervor. Neumann konnte seinen Sitz auch bei der Reichsratswahl 1911 erfolgreich verteidigen.

## Wahlen

### Reichsratswahl 1907
Die Reichsratswahl 1907 wurde am 14. Mai 1907 (erster Wahlgang) sowie am 23. Mai 1907 (Stichwahl) durchgeführt.

#### Erster Wahlgang
| Kandidat                                                              | Partei                               | Wahlkreisstimmen | Prozent |
| --------------------------------------------------------------------- | ------------------------------------ | ---------------- | ------- |
| Václav Klofáč                                                         | Tschechische national-soziale Partei | 1428             | 28,5 %  |
| Josef Neumann                                                         | Alttschechen                         | 1376             | 27,5 %  |
| Franz Regner                                                          | Sozialdemokratische Partei           | 1252             | 25,0 %  |
| Alexander Richter                                                     | Deutsche Fortschrittspartei          | 510              | 10,2 %  |
| Břetislav Fonstka                                                     | Böhmisch-fortschrittliche Partei     | 199              | %       |
| Václav Stupka                                                         | Katholische Volkspartei              | 120              | 4,0 %   |
| Raphael Pacher                                                        | Freialldeutsche Partei               | 100              | 2,0 %   |
|                                                                       | Sonstige Parteien                    | 22               | 0,4 %   |
| Wahlberechtigte: 6003, Ungültige Stimmen: 25, Wahlbeteiligung: 83,8 % |                                      |                  |         |

#### Stichwahl
| Kandidat                                                              | Partei                               | Wahlkreisstimmen | Prozent |
| --------------------------------------------------------------------- | ------------------------------------ | ---------------- | ------- |
| Josef Neumann                                                         | Alttschechen                         | 2012             | 50,3 %  |
| Václav Klofáč                                                         | Tschechische national-soziale Partei | 1986             | 49,7 %  |
| Wahlberechtigte: 6003, Ungültige Stimmen: 11, Wahlbeteiligung: 66,8 % |                                      |                  |         |

### Reichsratswahl 1911
Die Reichsratswahl 1911 wurde am 13. Juni 1911 durchgeführt. Die Stichwahl entfiel auf Grund des absoluten Mehrheit für Neumann im ersten Wahlgang.
| Kandidat                                                              | Partei                      | Wahlkreisstimmen | Prozent |
| --------------------------------------------------------------------- | --------------------------- | ---------------- | ------- |
| Josef Neumann                                                         | Alttschechen                | 2803             | 61,3 %  |
| Franz Schaller                                                        | Sozialdemokratische Partei  | 1066             | 23,3 %  |
| Alexander Richter                                                     | Deutsche Fortschrittspartei | 479              | 10,5 %  |
| Josef Scholle                                                         | Christlichsoziale Partei    | 116              | 2,5 %   |
|                                                                       | Sonstige                    | 99               | 2,2 %   |
| Wahlberechtigte: 6769, Ungültige Stimmen: 18, Wahlbeteiligung: 67,8 % |                             |                  |         |